# Refóios do Lima

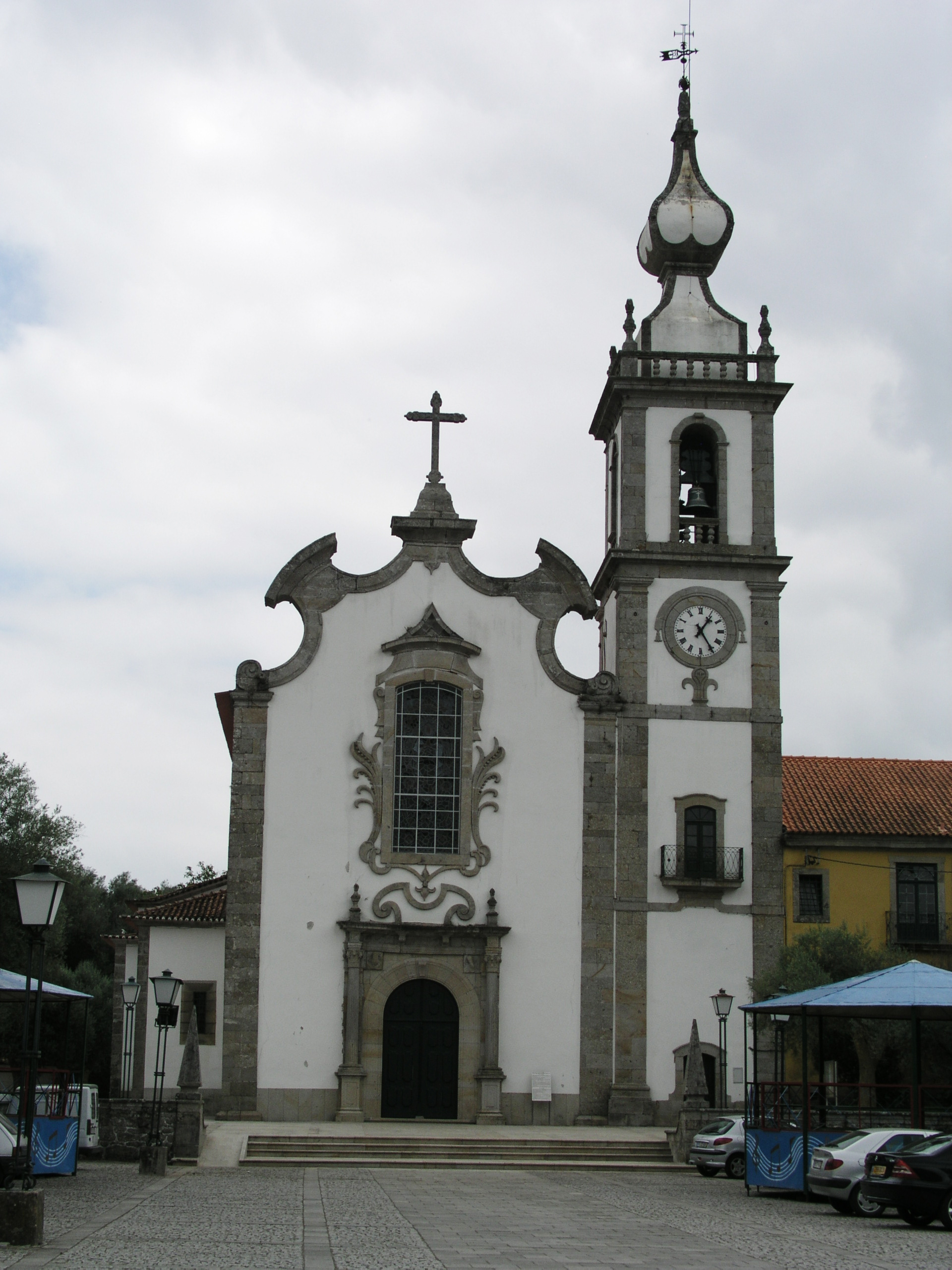
Kirche von Refóios do Lima

Refóios do Lima ist eine Gemeinde (Freguesia) im nordportugiesischen Kreis Ponte de Lima der Unterregion Minho-Lima.
 In ihr leben 1978 Einwohner (Stand 19. April 2021).

## Bauwerke
- Penedo de São Simão
- Casa da Boavista
- Torre de Refóios oder Torre dos Malheiros
- Mosteiro de Refóios do Lima
- Capela de Santa Eulália